# Current Topics in Medicinal Chemistry
Current Topics in Medicinal Chemistry, abgekürzt Curr. Top. Med. Chem.,  ist eine wissenschaftliche Fachzeitschrift, die vom Bentham Science-Verlag veröffentlicht wird. Derzeit erscheint die Zeitschrift mit 18 Ausgaben im Jahr. Es werden Übersichtsartikel veröffentlicht, die sich mit verschiedenen Aspekten der medizinischen Chemie beschäftigen.
Der Impact Factor lag im Jahr 2014 bei 3,402. Nach der Statistik des ISI Web of Knowledge wird die Zeitschrift mit diesem Impact Factor in der Kategorie medizinische Chemie an zwölfter Stelle von 59 Zeitschriften geführt.